# Brainwashed – Sexismus im Kino
Brainwashed – Sexismus im Kino (Originaltitel: Brainwashed: Sex-Camera-Power) ist ein US-amerikanischer Dokumentarfilm unter der Regie von Nina Menkes aus dem Jahr 2022. Die Weltpremiere fand auf dem Sundance Film Festival 2022 statt. Darüber hinaus wurde der Film 2022 auf der 72. Berlinale in der Sektion Panorama gezeigt.

## Inhalt
Der Dokumentarfilm stellt die Kritik am Male gaze ins Zentrum, indem er über 175 Schlüsselszenen aus überwiegend US-amerikanischen Filmen einflussreicher Regisseure von den 1940er Jahren bis heute zeigt und kommentiert. Deutlich wird, wie Licht, visuelle Effekte, Einstellungswinkel und Auswahl von Bildausschnitten Frauen scheinbar glamourös in Szene setzen, in Wirklichkeit aber als hilflos darstellen. Während Männer meist ganz im Bild seien und als Handelnde gezeigt würden, präsentiere man dem Publikum weibliche Körper oft fragmentiert. Häufig gleite die Kamera in Zeitlupe über Frauenkörper und sexualisiere diese so. Szenen über sehr schöne, bewusstlose Frauen gebe es immer wieder, Männer tauchten in Filmen nicht so auf. Häufig seien Konstellationen, in denen eine Frau anfangs eine körperliche Beziehung ablehnt, dem Drängen des Mannes dann aber doch nachgibt und die folgende Situation genießt; dieses Muster werde allzu leicht in die Realität übertragen und präge unbewusst das Frauenbild des Publikums. Diese Sammlung von Techniken wird nach einem Begriff des britischen Bloggers Caz Armstrong inzwischen als ''Menkes-Liste'' bezeichnet.
Filmausschnitte finden sich ebenso wie Interviews mit Filmschaffenden, die wegen ihres Geschlechts oder anderer persönlicher Merkmale an den Rand gedrängt wurden, oder Theoretikern, etwa Maria Giese. Sie alle geben Auskunft darüber, wie sie mit dieser traditionsreichen Bildsprache umgingen und umgehen. Auch sprechen einige der Menschen, die in den Filmausschnitten vorkommen, über ihre Erfahrungen und Gefühle in Bezug auf die Art und Weise, wie ihre Körper in den Szenen gezeigt werden.
Es soll deutlich werden, wie die visuelle Grammatik des Kinos zu den diskriminierenden Verhältnissen in Filmindustrie und Gesellschaft beiträgt: Diskriminierung bei der Bewerbung, ungleiche Bezahlung und ein Klima, in dem sich sexuelle Belästigung entwickeln kann. Das Motto „Perception is not whimsical but fatal.“ (deutsch: Wahrnehmung ist nicht wunderlich, sondern tödlich) stammt von Ralph Waldo Emerson.

## Hintergrund
Regie führte Nina Menkes, die auf zahlreichen internationalen Filmfestivals mit großem Erfolg ihren Vortrag Sex and Power: The Visual Language of Cinema hielt. Der Film führt auf dieser Basis die Analyse des systematischen Gebrauchs von genderbestimmten Techniken bei der Filmproduktion fort, die Frauen und Mädchen zu Objekten degradieren. Die Regisseurin hat sich bereits durch die Filme Magdalena Viraga, Dissolution und Phantom Love einen Namen gemacht.
In Menkes’ Filmteam finden sich überwiegend Frauen: Die Kameraführung lag in den Händen von Shana Hagan, die Musik komponierte Sharon Farber und Editorin war Cecily Rhett. Als Produzenten fungierten Elisabeth Bentley bei Marginalia Pictures und Tim Disney bei Uncommon Productions. Gedreht wurde 2019 in Cannes.
Zu sehen sind unter anderem Rosanna Arquette, Charlyne Yi, Catherine Hardwicke, Penelope Spheeris, Eliza Hittman, Julie Dash, Nancy Schreiber und Amy Ziering.
Der Film hatte im Januar 2022 auf dem Sundance Film Festival Weltpremiere und wurde am 15. Februar 2022 auf der Berlinale in der Sektion Panorama vorgestellt. Unter dem Titel Brainwashed – Sexismus im Kino wurde der Dokumentarfilm am 4. September 2023 in Arte ausgestrahlt.

## Auszeichnungen und Nominierungen
- 2022: Internationale Filmfestspiele Berlin
  - Nominierung für den Teddy Award in der Kategorie Dok-Essay Film[7]